# Dolichopus packardi
Dolichopus packardi är en tvåvingeart som beskrevs av Van Duzee 1921. Dolichopus packardi ingår i släktet Dolichopus och familjen styltflugor. Inga underarter finns listade i Catalogue of Life.